# 남양초등학교 백금분교
남양초등학교 백금분교는 대한민국 충청남도 청양군 남양면 백금리 273-2에 있었던 공립 초등학교이다.

## 학교 연혁
- 1964.9.1. : 설립인가(5교실)
- 1964.10.1. : 개교(8학급 인가)
- 1970.3.1. : 12학급 인가
- 1977.3.1. : 11학급 인가
- 1986.1.1. : 벽지학교 지정
- 1986.3.1. : 6학급 인가
- 1987.1.5. : 시,군,구,읍,면의 관할구역 변경에 따른 학교명칭 및 위치(주소) 변경
- 1993.3.1. : 5학급 인가
- 1998.3.1. : 3학급 인가
- 2006.3.1. : 남양초등학교 백금분교장(2학급 인가)
- 2006.9.1. : 남양초등학교로 통합

## 교명 풀이
백금은 백월산의 기점과 종점으로 이용되는 마을 금곡은 ‘거문고 골짜기’라는 뜻으로, 마을 지형이 거문고처럼 생겼다 해서 붙여진 이름으로서 마을이름을 따서 백금초등학교라 지음